# Dominique-Constantin de Löwenstein-Wertheim-Rochefort
Pour les articles homonymes, voir Löwenstein (homonymie).
 (mai 2019).
Si vous disposez d'ouvrages ou d'articles de référence ou si vous connaissez des sites web de qualité traitant du thème abordé ici, merci de compléter l'article en donnant les références utiles à sa vérifiabilité et en les liant à la section « Notes et références ».
Dominique-Constantin, Prince de Löwenstein-Wertheim-Rochefort (16 mai 1762 – 18 avril 1814) est le quatrième et dernier prince régnant de Rochefort de la Maison de Löwenstein-Wertheim.

## Biographie
Il est né à Nancy le troisième enfant et premier fils de Théodore-Alexandre de Löwenstein-Wertheim-Rochefort (1722 - 1780), le septième et le plus jeune fils de Dominique-Marquard de Löwenstein-Wertheim-Rochefort (1690 - 1735), et son épouse la comtesse Louise de Leiningen-Dachsbourg-Hartenbourg (1735 - 1805).
Il est baptisé le jour même de sa naissance, en l'église paroissiale de San Rocco à Nancy. Il grandit à Strasbourg, où il assiste également à l'école militaire. A Fulda, il commence ses études sous la supervision d'un tuteur, et, comme il est prévisible qu'il serait le successeur de son oncle Charles Thomas, il s'installe à Wertheim en 1783.

## Mariage et descendance
Le 5 mai 1780, il épouse à Nancy Léopoldine de Hohenlohe-Bartenstein, dont il a sept enfants:
- Louise Josepha de Löwenstein-Wertheim-Rochefort (1781 - 1785)
- Christiane Henriette Polyxène de Löwenstein-Wertheim-Rosenberg (1782 - 1811) mariée le 25 juillet 1805 à Franz Thaddaus, 2e Prince de Waldbourg zu Zeil und Trauchburg
- Charles-Thomas de Löwenstein-Wertheim-Rosenberg (1783 - 1849) marié en 1799, la comtesse Sophie de Windisch-Grätz
- Josepha Louise de Löwenstein-Wertheim-Rochefort (1784 - 1789)
- Constantin Louis Charles François de Löwenstein-Wertheim-Rosenberg (1786 - 1844) épouse sa nièce Léopoldine, la fille de son frère Charles Thomas
- Louise Christiane Charlotte de Löwenstein-Wertheim-Rochefort (1788 - 1799)
- Guillaume Théodore Louis Constantin de Löwenstein-Wertheim-Rosenberg (1795 - 1838) marié morganatiquement en 1833 à Émilie David, créé par Louis II de Hesse en 1838, baronne von Habitzheim; ils n'ont pas d'enfants.

Après la mort de sa première femme, il épouse la comtesse Marie Kreszentia de Königsegg-Rothenfels et a trois enfants:
- Auguste Chrisostomus Charles de Löwenstein-Wertheim-Rosenberg (1808 - 1874) célibataire
- Maximilien François de Löwenstein-Wertheim-Rosenberg (1810 - 1884) célibataire
- La princesse Marie Josephine Sophie de Löwenstein-Wertheim-Rosenberg (1814 - 1876) épouse d'abord en 1841, le prince François Joseph de Salm-Salm et a une fille, après la mort de son mari, elle épouse en 1845 Charles de Solms-Braunfels fils du prince Frédéric-Guillaume de Solms-Braunfels et Frédérique de Mecklembourg-Strelitz.